# Berliner Tageblatt
Il Berliner Tageblatt o BT è stato un giornale in lingua tedesca pubblicato a Berlino dal 1872 al 1939. Insieme al Frankfurter Zeitung, divenne uno dei più importanti giornali liberali tedeschi del suo tempo.

## Storia
Il Berliner Tageblatt fu pubblicato per la prima volta da Rudolf Mosse come giornale pubblicitario il 1º gennaio 1872, ma si sviluppò in un giornale liberale. Il 5 gennaio 1919 la redazione del giornale fu brevemente occupata dai soldati del Freikorps durante la rivoluzione tedesca. Nel 1920 il BT aveva raggiunto una tiratura giornaliera di circa 245 000 copie.
Prima dell'entrata in carica dell'amministrazione nazionalsocialista, il 30 gennaio 1933, il giornale era particolarmente critico e ostile al suo programma. Il 3 marzo 1933, dopo l'Incendio del Reichstag, il genero di Rudolf Mosse, Hans Lachmann-Mosse, l'editore, licenziò il caporedattore Theodor Wolff a causa delle sue critiche al governo nazista e delle sue origini ebraiche. Nel frattempo, Wolff era fuggito in Tirolo in aereo.
Dopo il 1933, il governo nazionalsocialista prese il controllo del giornale (la Gleichschaltung). Tuttavia, nel settembre 1933, il ministro della Propaganda Joseph Goebbels concesse un permesso speciale per liberare il giornale da qualsiasi obbligo di ristampare la propaganda nazista al fine di aiutare a ritrarre un'immagine di una stampa tedesca libera a livello internazionale. Grazie a questa garanzia, il suo rispettato corrispondente estero Paul Scheffer divenne editore il 1 aprile 1934. Era stato il primo giornalista straniero a cui era stato rifiutato un permesso di rientro in Unione Sovietica nel 1929 per i suoi resoconti critici sul Piano quinquennale e sulla profezia della carestia in Ucraina.
Per quasi due anni Scheffer si era circondato di laureati dalla mentalità indipendente come Margaret Boveri. Nel 1960 scrisse che Scheffer "è stato odiato fin dall'inizio dai dirigenti del Ministero della Propaganda, ed è stato solo a causa dei suoi eccellenti collegamenti con l'estero se non è stato sollevato dalla sua posizione nei primi anni del regime". La posizione di Scheffer alla fine divenne insostenibile e si dimise il 31 dicembre 1936.
Il giornale fu chiuso dalle autorità naziste il 31 gennaio 1939.

## Contributori
Durante i 27 anni (1906-1933) in cui Theodor Wolff fu il caporedattore, il BT divenne il giornale più influente di Berlino. Wolff portò l'élite del giornalismo tedesco al Berliner Tageblatt. Ernst Feder e Rudolf Olden gestivano la sezione di politica interna, mentre Josef Schwab, Max Jordan e Maximilian Müller-Jabusch si occupavano di politica estera. Arthur Norden e Felix Pinner erano responsabili della sezione economica. Fred Hildenbrandt] diresse la sezione feuilleton dal 1922 al 1932. Collaboratori regolari al feuilleton furono Alfred Polgar, Fritz Mauthner, Kurt Tucholsky, Erich Kästner, Robert Walser, Otto Flake, Felix Hirsch e Frank Thiess. Il capo della sezione del teatro era Alfred Kerr.
Dal 1918 all'aprile 1920, Kurt Tucholsky contribuì con 50 articoli al Berliner Tageblatt mentre era anche redattore capo della rivista satirica Ulk, che apparve settimanalmente tra il 1913 e il 1933. Il suo romanzo Schloss Gripsholm (basato sul castello di Gripsholm) apparve nel BT dal 20 marzo al 26 aprile 1931. Alfred Eisenstaedt fu uno dei fotografi del giornale.
Erich Everth iniziò l'attività di corrispondente del BT da Vienna nel 1924. Come successore di Leopold Schmidt, Alfred Einstein fu il critico musicale dal settembre 1927 all'agosto 1933. Il capo dell'importante ufficio dell'Europa centrale dal 1927 al 1933 fu Heinrich Eduard Jacob, con sede a Vienna. Durante la sua permanenza al BT, Jacob scrisse circa 1.000 articoli. Poiché era un oppositore dei nazisti austriaci, Jacob fu imprigionato nel campo di concentramento di Dachau dopo l'Anschluss nel 1938.
Il BT pubblicava settimanali separati, distribuiti come parte del quotidiano. Alcuni di questi, come Technische Rundschau, una rassegna settimanale delle tendenze tecnologiche, e le sezioni Haus, Hof und Garten (Casa e giardino), erano curati da Rudolf Jonas. Jonas vi scrisse dal 1929 al 1932 e in seguito passò alla rivista Das Theatre.

## Diffusione
| Anno        | Diffusione - giorni della settimana | Diffusione - domenica      |
| ----------- | ----------------------------------- | -------------------------- |
| 1917        | 245.000                             | 245.000                    |
| Marzo 1919  | 160.000–170.000                     | 300.000                    |
| 1920        | 245.000                             | 300.000                    |
| 1923        |                                     | ~ 250.000                  |
| Aprile 1928 | 150.000                             | 150.000                    |
| 1929        | 137.000 (Berlino: 83.000)           | 250.000                    |
| 1930-1931   | 121.000 (Berlino: 77.000)           | 208.000 (Berlino: 113.000) |
| Aprile 1931 | 140.000                             | 140.000                    |
| 1933        | 130.000-240.000                     | 130.000-240.000            |